# Motorrad
Motorrad: A Trilha da Morte é um filme brasileiro de 2018, com direção de Vicente Amorim, roteiro e a produção de LG Tubaldini Jr e André Skaf. O longa teve concept art de Danilo Beyruth, premiado quadrinista brasileiro, colaborador da editora Marvel. O trailer do filme foi divulgado pela primeira vez na Comic Con Experience 2016, no ano seguinte, o filme foi divulgado novamente no evento e teve destaque no estande da Warner Bros.. O elenco principal reúne Guilherme Prates e Emilio Dantas como os irmãos Hugo e Ricardo, e Carla Salle como a misteriosa motoqueira Paula.
Teve seu lançamento mundial no dia 17 de setembro de 2017 no Festival Internacional de Cinema de Toronto.
O filme foi lançado nos cinemas brasileiros no dia 1 de março de 2018.

## Sinopse
Um grupo de motoqueiros entra em território proibido e é seduzido a fazer uma trilha onde a beleza da paisagem vai sendo rapidamente substituída pelo medo e pela morte. Enfrentar o que os está caçando vai ser tão difícil quanto a convivência entre eles, marcada por sedução, violência e transformações.

## Elenco
- Guilherme Prates como Hugo
- Carla Salle como Paula
- Emilio Dantas como Ricardo
- Pablo Sanábio como Tomás
- Juliana Lohmann como Bia
- Rodrigo Vidigal como Rafa
- Alex Nader como Maurício
- Jayme del Cueto como O Velho

## Produção
A ideia original do filme era sobre um grupo de motoqueiros em uma trilha sendo atacados por outro grupo de motoqueiros, o argumento foi elaborado pelo produtor L.G. Tubaldini Jr, dando origem a um roteiro de Vicente Amorim e L.G. Bayão, tendo concept art dos personagens do premiado quadrinhista Danilo Beyruth e storyboards de Tarso Pizzorno.
O filme começou a ser rodado em agosto de 2016  ao longo de quase dois meses, sendo cinco semanas de filmagem na cidade de Passos, na Serra da Canastra, em Minas Gerais.
| “                   | A criação do roteiro foi um esforço coletivo que durou cerca de dois anos. Eram ideias que saiam do Bayão e do Tuba, voltavam à prancheta do Danilo, rebatiam em mim e, aos poucos, começavam a tomar forma fora do papel | ” |
| — L.G. Tubaldini Jr | |   |

| “                | O storyboard foi executado por Tarso Pizzorno sob minha orientação. É um trabalho conjunto que demora semanas, pois cada plano da sequência precisa ser pensado, esboçado, refeito e, depois de aprovado, finalizado. Compramos bonequinhos e miniaturas de motos para nos ajudar a ‘ver’ as cenas. Parecíamos crianças brincando de moto. Fizemos storyboards para grande parte do filme — foram poucas as cenas que não desenhamos. | ” |
| — Vicente Amorim | |   |